# Liste der deutschen Minister für innerdeutsche Beziehungen
Minister für innerdeutsche Beziehungen waren jene Minister der Bundesrepublik, die sich während der Zeit des Bestehens zweier deutscher Staaten mit gesamtdeutschen Fragen beschäftigten. Bis zum Amtsantritt der sozialliberalen Koalition im Oktober 1969 war der Titel "Minister für Gesamtdeutsche Fragen".
Da die Bundesrepublik die DDR nicht als Ausland bezeichnen wollte, da man so die Existenz der DDR bestätigt hätte (Hallstein-Doktrin), übernahm der Minister für innerdeutsche Beziehungen quasi die Aufgaben des Außenministers der Bundesrepublik bezüglich der DDR. Nach der deutschen Wiedervereinigung am 3. Oktober 1990 war es die Aufgabe des Bundesministeriums für innerdeutsche Beziehungen, den Beitritt komplett abzuwickeln. Während der 42 Jahre, in der das Ministerium bestand, standen dem Ministerium neun Minister vor. Die erste Frau in diesem Amt, Dorothee Wilms (1987 bis 1991), war gleichzeitig letzte Amtsinhaberin, bevor das Ministerium abgeschafft wurde.
Liste der Minister für Gesamtdeutsche Fragen (1949 bis 1969)
| Name                 | Amtszeit (Beginn)  | Amtszeit (Ende)   | Partei |
| -------------------- | ------------------ | ----------------- | ------ |
| Jakob Kaiser         | 20. September 1949 | 29. Oktober 1957  | CDU    |
| Ernst Lemmer         | 29. Oktober 1957   | 13. Dezember 1962 | CDU    |
| Rainer Barzel        | 14. Dezember 1962  | 11. Oktober 1963  | CDU    |
| Erich Mende          | 17. Oktober 1963   | 28. Oktober 1966  | FDP    |
| Johann Baptist Gradl | 28. Oktober 1966   | 30. November 1966 | CDU    |
| Herbert Wehner       | 1. Dezember 1966   | 21. Oktober 1969  | SPD    |

Liste der Minister für innerdeutsche Beziehungen (1969 bis 1991)
| Name              | Amtszeit (Beginn) | Amtszeit (Ende) | Partei |
| ----------------- | ----------------- | --------------- | ------ |
| Egon Franke       | 22. Oktober 1969  | 1. Oktober 1982 | SPD    |
| Rainer Barzel     | 4. Oktober 1982   | 29. März 1983   | CDU    |
| Heinrich Windelen | 30. März 1983     | 11. März 1987   | CDU    |
| Dorothee Wilms    | 12. März 1987     | 18. Januar 1991 | CDU    |